# Przylądek Kraszeninnikowa
Przylądek Kraszeninnikowa (ros. мыс Крашенинникова) – przylądek w Rosji, południowy kraniec Wyspy Karagińskiej w Zatoce Karagińskiej Morza Beringa; współrzędne geograficzne 58°27′N 163°30′E/58,450000 163,500000.
Nazwany na cześć rosyjskiego podróżnika i etnografa, badacza Kamczatki, S.P. Kraszeninnikowa.